# The Gingerdead Man
The Gingerdead Man è un film horror diretto da Charles Band nel 2005.
Il film è il primo capitolo della serie cinematografica horror Gingerdead Man.
Tra gli attori del cast è presente Gary Busey.

## Trama
Nella tavola calda Cadillac Jack's di Waco, in Texas, il folle assassino Millard Findlemeyer apre il fuoco sulla famiglia Leigh, uccidendo Jeremy e James, ma lasciando vive Sarah e sua madre Betty. L'assassino, arrestato, viene condannato a morte ed ucciso sulla sedia elettrica. Dopo l'esecuzione, Findlemeyer viene cremato e le sue ceneri consegnate alla madre, una strega, che le incorpora nella miscela del pan di zenzero per riportare in vita il figlio.
Il biscotto di pan di zenzero prende vita per magia e riprende ad assassinare di nuovo.

## Accoglienza
Il pubblico si è espresso sul sito online di critica cinematografica Rotten Tomatoes con la valutazione bassa del 28% e su IMDB con 3.4/10, mettendo in discussione la non serietà e l'amatorialità del progetto.

## Distribuzione
Gingerdead Man è stato pubblicato in DVD dalla Shoot Productions.

## Serie cinematografica

### Sequel
Dopo la distribuzione del primo capitolo nel 2005, si sono susseguiti altri due seguiti:
- Gingerdead Man 2: Passion of the Crust, regia di Silvia St. Croix (2008)
- Gingerdead Man 3: Saturday Night Cleaver, regia di William Butler (2011)

### Crossover
- Gingerdead Man vs. Evil Bong (2013), crossover con la serie cinematografica di commedia horror Evil Bong, diretto da Charles Band.